# Hrabia Monte Christo (film 1975)
Hrabia Monte Christo (ang. The Count of Monte Cristo) - film kostiumowy, telewizyjny z 1975 roku. Adaptacja powieści Aleksandra Dumasa o takim samym tytule.

## Fabuła
Marynarz Edmund Dantes wskutek fałszywego donosu zostaje skazany na dożywotnie więzienie. W więzieniu poznaje księdza Farię, który opowiada mu o ukrytym skarbie. Po śmierci księdza udaje mu się uciec z więzienia i odnaleźć skarb. Staje się bogaty. Wraca wówczas do Paryża jak hrabia Monte Christo, gdzie postanawia dokonać zemsty na sprawcach jego uwięzienia.

## Obsada
- Richard Chamberlain - Edmond Dantes
- Louis Jourdan - De Villefort
- Donald Pleasence - Danglars
- Angelo Infanti - Jacopo
- Tony Curtis - Fernand Mondego
- Kate Nelligan - Mercedes
- Ralph Michael - M. Dantes
- Alessio Orano - Caderousse
- George Willing - Andre Morrell
- Harald Bromley - M. Morrell
- Carlo Puri - Andrea Benedetto
- Dominic Guard - Albert Mondego
- Taryn Power - Valentine De Villefort
- Isabelle DeValvert - Haydee
- Trevor Howard - Abbe Faria